# جوردن بندر
جوردن بندر (بالإنجليزية: Jordan Bender)‏ هو لاعب كرة قدم أمريكي في مركز الهجوم، ولد في 9 يوليو 2001 في ليك ماري في الولايات المتحدة. لعب مع أورلاندو سيتي.

## وصلات خارجية
- جوردن بندر على موقع الدوري الأمريكي (الإنجليزية)
- جوردن بندر على موقع قاعدة بيانات كرة القدم.إي يو (الإنجليزية)
- جوردن بندر على موقع Soccerway.com (الإنجليزية)
- جوردن بندر على موقع عالم كرة القدم.نت (الإنجليزية)